# Rubidiumdithionat
Rubidiumdithionat ist das Rubidiumsalz der unbeständigen Dithionsäure.

## Herstellung
Rubidiumdithionat kann aus Rubidiumcarbonat und Bariumdithionat hergestellt werden.
{\displaystyle {\ce {Rb2CO3 + BaS2O6 -> Rb2S2O6 + BaCO3 v}}}

## Eigenschaften

### Physikalische Eigenschaften
Rubidiumdithionat kristallisiert im trigonalen Kristallsystem in der Raumgruppe P321 (Raumgruppen-Nr. 150) mit den Gitterparametern a = 1017 pm, c = 642 pm, und 3 Formeleinheiten pro Elementarzelle.

### Chemische Eigenschaften
Wie alle Dithionate disproportioniert Rubidiumdithionat beim Erhitzen in Rubidiumsulfat und Schwefeldioxid.
{\displaystyle {\ce {Rb2S2O6 -> Rb2SO4 + SO2 ^}}}
Mit Fluorwasserstoffsäure bildet sich das Rubidiumdifluordithionat Rb2F2S2O5, das als Trihydrat auskristallisiert.
{\displaystyle {\ce {Rb2S2O6 + 2HF -> Rb2F2S2O5 + H2O}}}